# Stanley Stanyar
Stanley „Stan“ Burton Stanyar (* 29. Dezember 1905 in Gatineau; † 5. Juni 1983 in Val-des-Monts, Québec) war ein kanadischer Ruderer, der 1932 eine olympische Bronzemedaille im Achter gewann.

## Sportliche Karriere
Stanley Stanyar vom Hamilton Leander Boat Club trat mit dem Achter seines Vereins bei den Olympischen Spielen in Los Angeles an. Earl Eastwood, Joseph Harris, Stanley Stanyar, Harry Fry, Cedric Liddell, William Thoburn, Donald Boal, Albert Taylor und Steuermann George MacDonald belegten im Vorlauf den zweiten Platz hinter dem Boot aus den Vereinigten Staaten und gewannen ihren Hoffnungslauf vor den Neuseeländern. Im Finale siegte der Achter aus den Vereinigten Staaten mit 0,2 Sekunden Vorsprung vor den Italienern. 2,6 Sekunden hinter den Italienern und 0,4 Sekunden vor den Briten erkämpften die Kanadier die Bronzemedaille. Vor und nach seiner Olympiateilnahme war Stanyar als Boxer, Rugbyspieler und Canadian Footballer aktiv.
Stanyar erwarb später Land und gründete ein Landhotel in Val-des-Monts.